# Nyengseret
Nyengseret is een bestuurslaag in het regentschap Kota Bandung van de provincie West-Java, Indonesië. Nyengseret telt 10.587 inwoners (volkstelling 2010).